# Vittaria crispomarginata
Vittaria crispomarginata är en kantbräkenväxtart som beskrevs av Christ. Vittaria crispomarginata ingår i släktet Vittaria och familjen Pteridaceae. Inga underarter finns listade.